# Juan Antonio López Gallego
Juan Antonio López Gallego, futbolísticamente conocido como Juan Antonio (Murcia, 20 de noviembre de 1943 - 2 de abril de 2025), fue un futbolista (delantero) español que a lo largo de su carrera jugó en varios equipos de Primera División, como el Real Murcia, el Atlético de Madrid, el Sevilla FC o el Celta.

## Biografía
Tras pasar por las categorías inferiores del Real Murcia hasta llegar al filial del conjunto grana, el Imperial, debutó en 1965 en el primer equipo.
Tras cuatro temporadas en el conjunto de su ciudad, todas ellas en Segunda División, es fichado por el Atlético de Madrid, con el que se proclama Campeón de Liga en su única temporada con el conjunto madrileño, la 1969/70. Allí jugó un total de 21 partidos de Liga.
Al año siguiente, ficha por el Sevilla FC, con el que asciende a Primera División y donde permanece un total de dos temporadas. En 1973, Juan Arza, que había sido entrenador del Sevilla ficha por el Celta, siguiendo sus pasos Juan Antonio que disputa una temporada con el conjunto vigués antes de retornar, al año siguiente al Real Murcia, con el que juega en Primera su última temporada como profesional, la 1974/75.
Posteriormente, jugó alguna temporada más en equipos de categorías menores de su Región, como el Yeclano o el Molinense, colgando allí definitivamente las botas y pasando a ser entrenador. Tras el Molinense, entrenaría a la Selección Juvenil Murciana y al Imperial, antes de dedicarse a sus negocios como empresario (propietario de varias tiendas de deportes).
Juan Antonio disputó 82 partidos en Primera, marcando un gol (con el Sevilla).

## Clubes
| Club               | País   | Año       |
| ------------------ | ------ | --------- |
| Real Murcia        | España | 1965-1969 |
| Atlético de Madrid | España | 1969-1971 |
| Sevilla FC         | España | 1971-1973 |
| Celta              | España | 1973-1974 |
| Real Murcia        | España | 1974-1975 |

## Palmarés

### Campeonatos nacionales
| Título | Club               | País   | Año     |
| ------ | ------------------ | ------ | ------- |
| Liga   | Atlético de Madrid | España | 1969/70 |